# Jeroen Kesteloot
Jeroen Kesteloot (Oostende, 25 juni 1989) is een Belgisch wielrenner.

## Carrière
Tussen 2008 en 2011 nam Kesteloot onder meer deel aan de Grote Prijs 1 Mei, de Kattekoers en de Memorial Philippe Van Coningsloo. In 2019 won hij de vijfde etappe in de Ronde van Burkina Faso, door met een voorsprong van dertien seconden op het peloton solo als eerste over de finish te komen.

## Overwinningen
2019
5e etappe Ronde van Burkina Faso